# Kruškovača
 Kruškovača   falu Horvátországban Károlyváros megyében. Közigazgatásilag Cetingradhoz tartozik.

## Fekvése
Károlyvárostól 47 km-re délkeletre, községközpontjától 8 km-re délre, a Kordun területén, a bosnyák határ mellett fekszik.

## Története
A településnek 1857-ben 749, 1910-ben 672 lakosa volt. Trianonig Modrus-Fiume vármegye Szluini járásához tartozott. 
2011-ben 50 lakosa volt.

## Lakosság
| Lakosság változása | Lakosság változása | Lakosság változása | Lakosság változása | Lakosság változása | Lakosság változása | Lakosság változása | Lakosság változása | Lakosság változása | Lakosság változása | Lakosság változása | Lakosság változása | Lakosság változása | Lakosság változása | Lakosság változása | Lakosság változása |
| ------------------ | ------------------ | ------------------ | ------------------ | ------------------ | ------------------ | ------------------ | ------------------ | ------------------ | ------------------ | ------------------ | ------------------ | ------------------ | ------------------ | ------------------ | ------------------ |
| 1857               | 1869               | 1880               | 1890               | 1900               | 1910               | 1921               | 1931               | 1948               | 1953               | 1961               | 1971               | 1981               | 1991               | 2001               | 2011               |
| 749                | 966                | 1012               | 736                | 593                | 672                | 594                | 621                | 396                | 356                | 333                | 310                | 544                | 419                | 108                | 50                 |